# هنرييت ديفونشاير
هنرييت ديفونشاير (بالإنجليزية: Henriette Caroline Devonshire)‏ هي مترجمة فرنسية، ولدت في 1864، وتوفيت في 1949.